# Ordre de Saint-Étienne de Hongrie
Pour les articles homonymes, voir Ordre de Saint-Étienne.
L'ordre de Saint-Étienne, ou ordre de Saint-Étienne de Hongrie après 1938, est un ordre de chevalerie institué en 1764 par l’impératrice Marie-Thérèse en l’honneur du roi Étienne Ier de Hongrie et toujours en vigueur.

## Historique

### De 1764 à 1918
Créé en 1764 par l'impératrice Marie-Thérèse, il entre dans une politique de concession vis-à-vis de la Hongrie des Habsbourg et renforce la position de Marie-Thérèse comme reine de Hongrie. N’y était admis que des nobles pouvant justifier au moins quatre quartiers de noblesse (soit deux générations).
Ordre très prestigieux, les statuts originaux ne prévoient seulement que 20 grands-croix, 30 commandeurs et 50 chevaliers, tous récompensés pour « leur vertu, leur mérite et leur noble naissance ». Signe de leurs préséance, les grands-croix étaient appelés « cousins » par l'empereur. Les insignes devaient être retournés à la chancellerie de l'Ordre après le décès du titulaire. 
La chute de l'Empire austro-hongrois en 1918 provoque le démantèlement de l'ordre.

### De 1938 à 1946
L'ordre est reconstitué par le régent Miklós Horthy en 1938 et aboli de nouveau en 1946 par la Deuxième République.

### Depuis 2011
L'ordre renaît une troisième fois en 2011 sous l'impulsion du premier ministre Viktor Orbán comme la plus haute décoration honorifique civile hongroise. Est présentée chaque 20 août une promotion officialisée par un décret du président de Hongrie, grand maître de l'ordre.

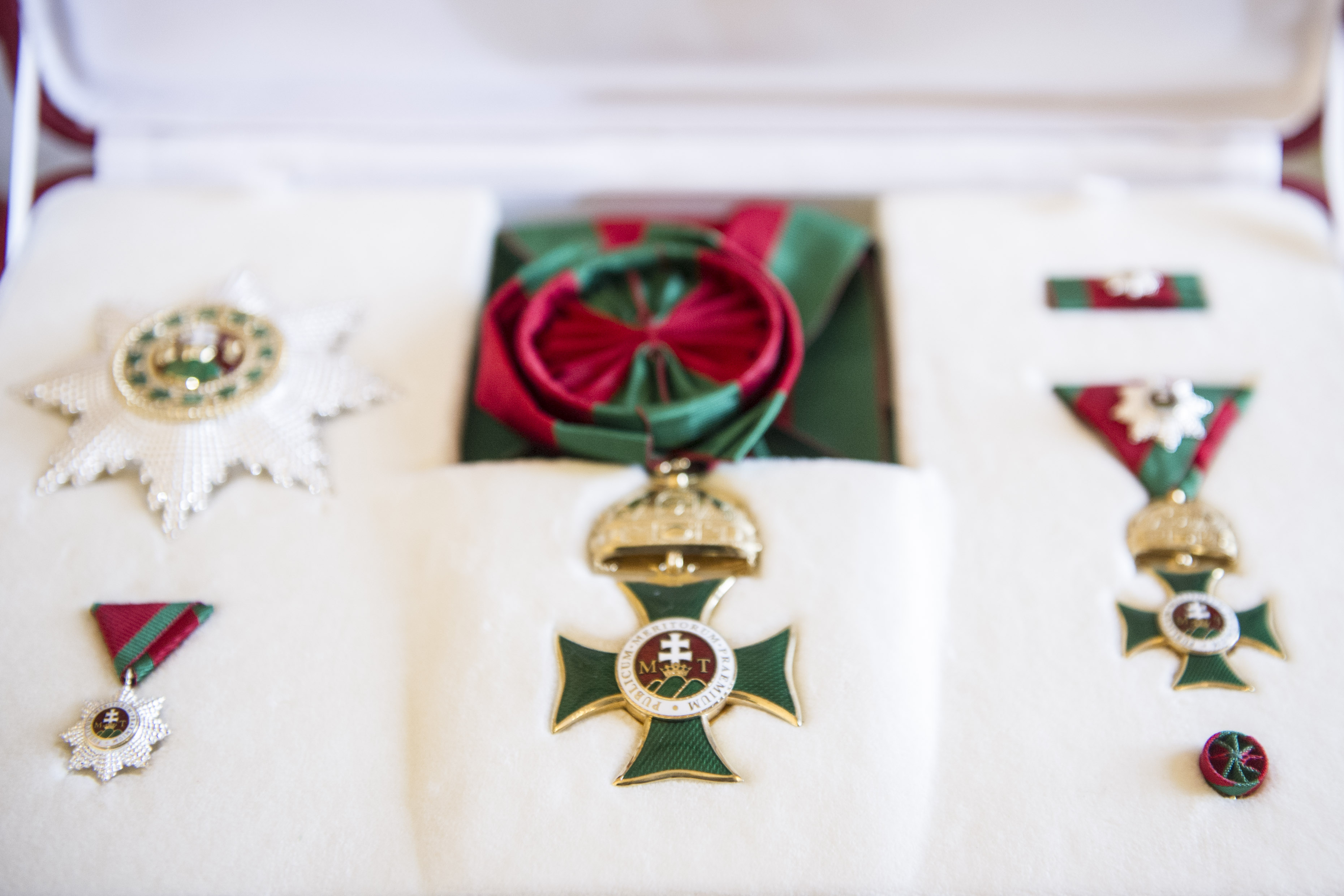
Ordre de Saint-Étienne de Hongrie, pour hommes, 2011.

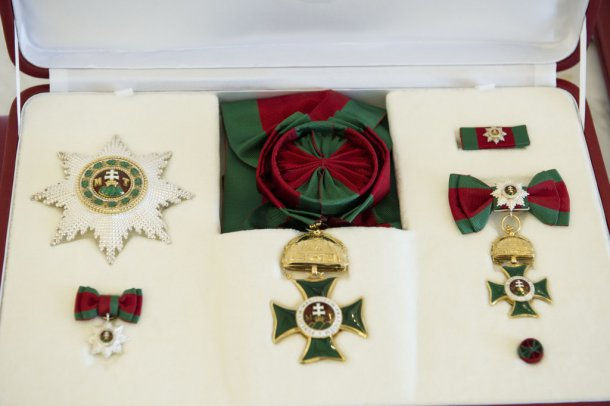
Ordre de Saint-Étienne de Hongrie, pour femmes, 2011.

## Insigne
La décoration se présente sous la forme d'une croix pattée émaillée de vert, bordée d’or, avec un écusson portant, outre les lettres M. T. (Marie-Thérèse), la couronne de Hongrie surmontée d’une croix blanche et entourée des mots : Publicum meritorum praemium. Au revers on lit en abrégé: S. Stephano regi apostolico. Le tout suspendu par un ruban rouge avec un large liseré vert sur chaque bord.
| Chevalier | Commandeur | Grand-croix |

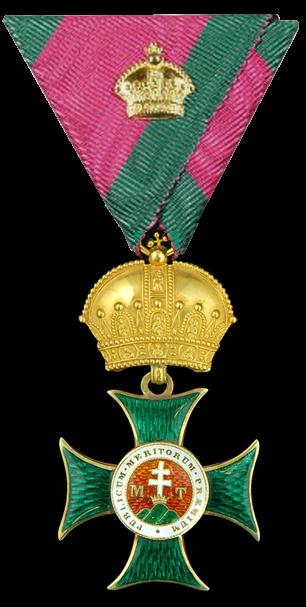
Croix de chevalier
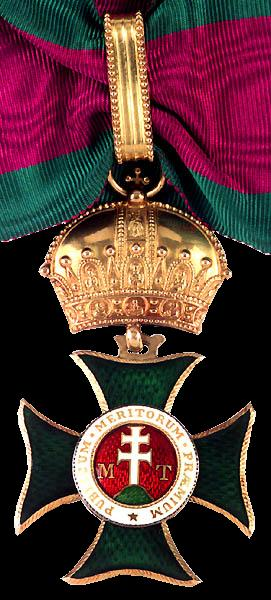
Croix de commandeur
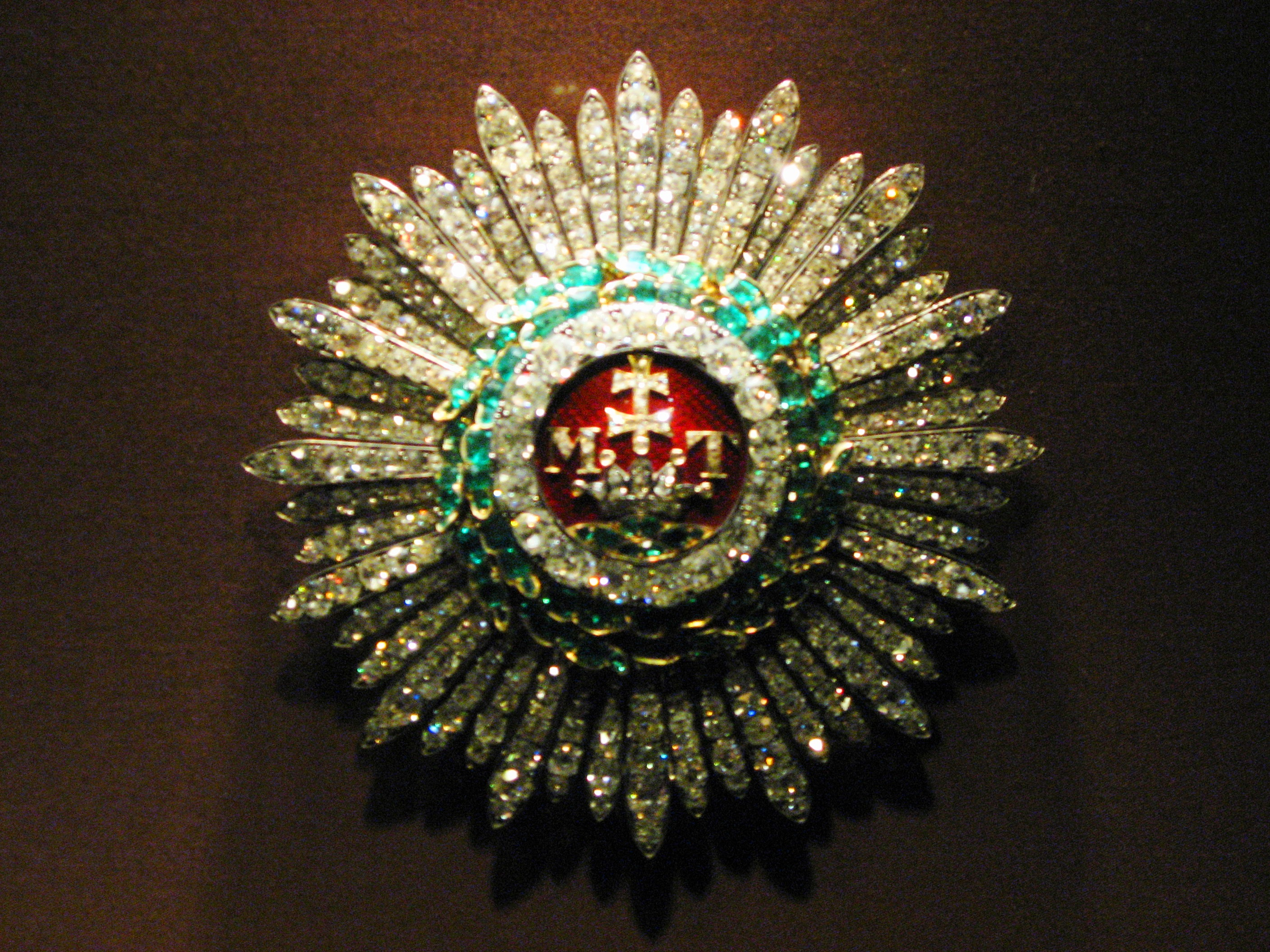
Plaque de grand'croix en pierreries, Trésor impérial de Vienne

## Récipiendaires

### Grands maîtres
- Impératrice Marie-Thérèse d'Autriche (1717-1780)
- Empereur Joseph II de Habsbourg (1741-1790)
- Empereur Léopold II de Habsbourg (1747-1792)
- Empereur François Ier d'Autriche (1768-1835)
- Empereur Ferdinand Ier d'Autriche (1793-1875)
- Empereur François-Joseph Ier d'Autriche (1830-1916)
- Empereur Charles Ier (empereur d'Autriche) (1887-1922)
- Otto de Habsbourg-Lorraine (1912-2011), prétendant aux trônes d’Autriche et de Hongrie
- Pál Schmitt, président de Hongrie (2010-2012)
- János Áder, président de Hongrie (2012-2017)

### Grands-croix
Pour les grands-croix, voir la catégorie « Chevalier grand-croix de l'ordre de Saint-Étienne de Hongrie »

### Commandeurs
- Anton Maximilian von Baldacci (1762-1841), homme d'état Autrichien, Vice-chancellier de la grande chancellerie, commandeur
- Patrice-François de Neny (1716-1784), homme d'État des Pays-Bas autrichiens. Chevalier (1765) puis commandeur (1767).
- Johann Amadeus Franz de Paula, Baron Thugut (1736-1818), ministre et chancelier autrichien
- Ferencz Gyulai (1798-1868), général et ministre autrichien
- József Szlávy (1818-1900), Premier ministre de Hongrie
- Levin Rauch (1819-1890), ban du royaume de Croatie-Slavonie
- Oskar Potiorek (1853-1933), gouverneur de la Bosnie-Herzégovine
- Pongrác Somssich (1788-1849), homme politique et haut fonctionnaire.

### Chevaliers
- Goswin de Fierlant. Croix de l'ordre (1789)[1].
- Louis Boros de Rakos, chevalier (1809)[2].

## Source
Cet article comprend des extraits du Dictionnaire Bouillet. Il est possible de supprimer cette indication, si le texte reflète le savoir actuel sur ce thème, si les sources sont citées, s'il satisfait aux exigences linguistiques actuelles et s'il ne contient pas de propos qui vont à l'encontre des règles de neutralité de Wikipédia.